# Wahoo (U-Boot, 1942)
Die USS Wahoo (SS-238) war ein U-Boot der United States Navy, das im Zweiten Weltkrieg auf dem pazifischen Kriegsschauplatz zum Einsatz kam und 1943 versenkt wurde. Das U-Boot gehörte der Gato-Klasse an und war nach dem Raubfisch Wahoo benannt. Das U-Boot wurde am 28. Juni 1941 als 27. Boot seiner Klasse bei der Mare Island Naval Shipyard (Vallejo, Kalifornien) auf Kiel gelegt und lief am 14. Februar 1942 von Stapel. Die Wahoo wurde schließlich am 15. Mai 1942 unter dem Kommando von Lieutenant Commander Marvin Grenville Kennedy in Dienst gestellt. Unter ihrem zweiten und letzten Kommandanten Dudley Walker Morton versenkte die Wahoo mindestens 19 japanische Schiffe und zahlreiche Rettungsboote, wobei insgesamt mehrere hundert Menschen starben. Bei ihrer Versenkung durch japanische Flugzeuge und U-Jagd-Schiffe am 11. Oktober 1943 in der La-Pérouse-Straße starben alle ihre 80 Besatzungsmitglieder einschließlich des Kommandanten.

## Erste Kriegseinsätze
Nach der Indienstnahme verlegte die Wahoo zunächst nach San Francisco, wo bis Anfang August 1942 Übungs- und Ausbildungsfahrten stattfanden. Danach lief das U-Boot nach Pearl Harbor aus, von wo aus die Wahoo am 23. August 1942 zu ihrer ersten Patrouille in Richtung der Karolinen aufbrach. Diese erste Einsatzfahrt endete Mitte Oktober wieder in Pearl Harbor. Versenkungen konnten hierbei keine erzielt werden.

Am 8. November 1942 lief die Wahoo zu einer zweiten Patrouille aus, die das U-Boot in das Seegebiet der Salomonen führte. Dabei gelang Lieutenant Commander Kennedy am 10. Dezember 1942 ein erster Erfolg, als er nordnordwestlich von Bougainville den von zwei U-Boot-Jägern gesicherten und in einem Kleinkonvoi fahrenden japanischen Kohle-Transporter Kamoi Maru (5355 BRT) auf Position 4° 56′ S, 154° 58′ O torpedieren und versenken konnte. An Bord des japanischen Schiffes gab es zwei Todesopfer. Danach wurde das U-Boot von einem japanischen Sicherungsschiff aber beinahe zwei Stunden lang mit Wasserbomben verfolgt, so dass kein weiterer Angriff auf den Geleitzug mehr möglich war. Die Wahoo erlitt dabei keine Schäden und fuhr im Anschluss in Richtung der Indispensable Reefs. 

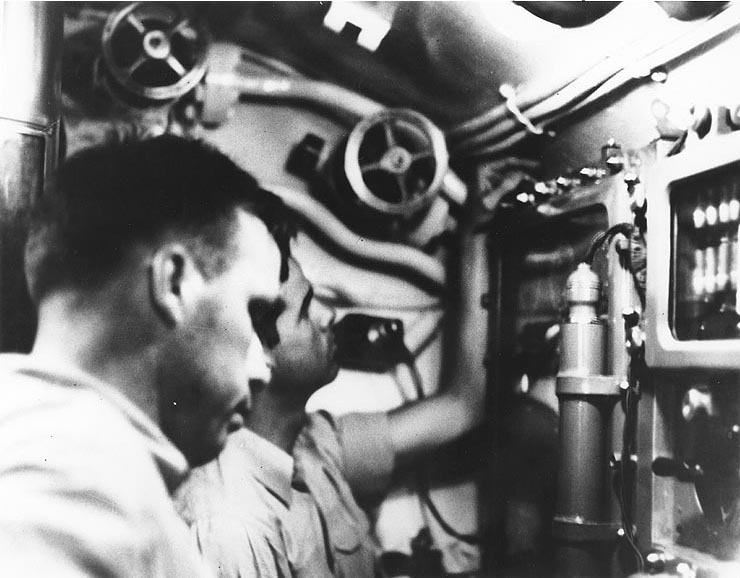
Lieutenant Commander Morton (Vordergrund) an Bord der Wahoo (Januar 1943).

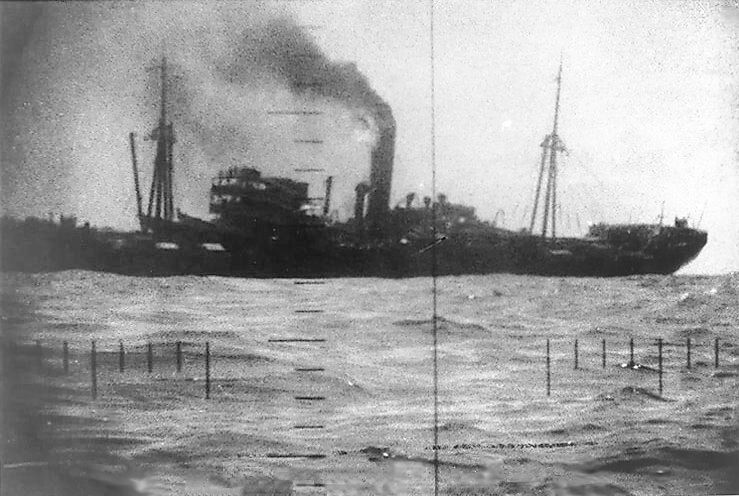
Periskopaufnahme des sinkenden Frachters Buyo Maru (26. Januar 1943).

Hierbei soll in den Nachtstunden des 14. Dezember in der Indispensable-Straße das große japanische U-Boot I 15 gesichtet worden sein, das an der Oberfläche gerade seine Batterien auflud. Kennedy feuerte einen Torpedo auf das gegnerische Boot ab, das getroffen worden und daraufhin gesunken sein soll. Diese Versenkung gilt aber als nicht gesichert und muss als unbestätigt angesehen werden. Nach japanischen Angaben wurde I 15 bereits am 10. November 1942 in der Indispensable-Straße von dem amerikanischen Minensuch-Zerstörer (DMS) Southard versenkt. Unter Berücksichtigung der Quellenlage muss diese Versenkung als nicht zutreffend angesehen werden.
Danach wurde die Wahoo nach Australien beordert, wo das U-Boot am 26. Dezember in Brisbane seine zweite Einsatzfahrt beendete. Dort übernahm am 31. Dezember Lieutenant Commander Dudley Walker Morton das Kommando über die Wahoo und löste Kennedy ab. Grund für die Ablösung dürften die wenigen Erfolge Kennedys gewesen sein, der danach zu den Überwasserstreitkräften wechselte. Morton hingegen galt als aggressiv und mutig.

## Einsätze unter dem Kommando von Dudley Walker Morton

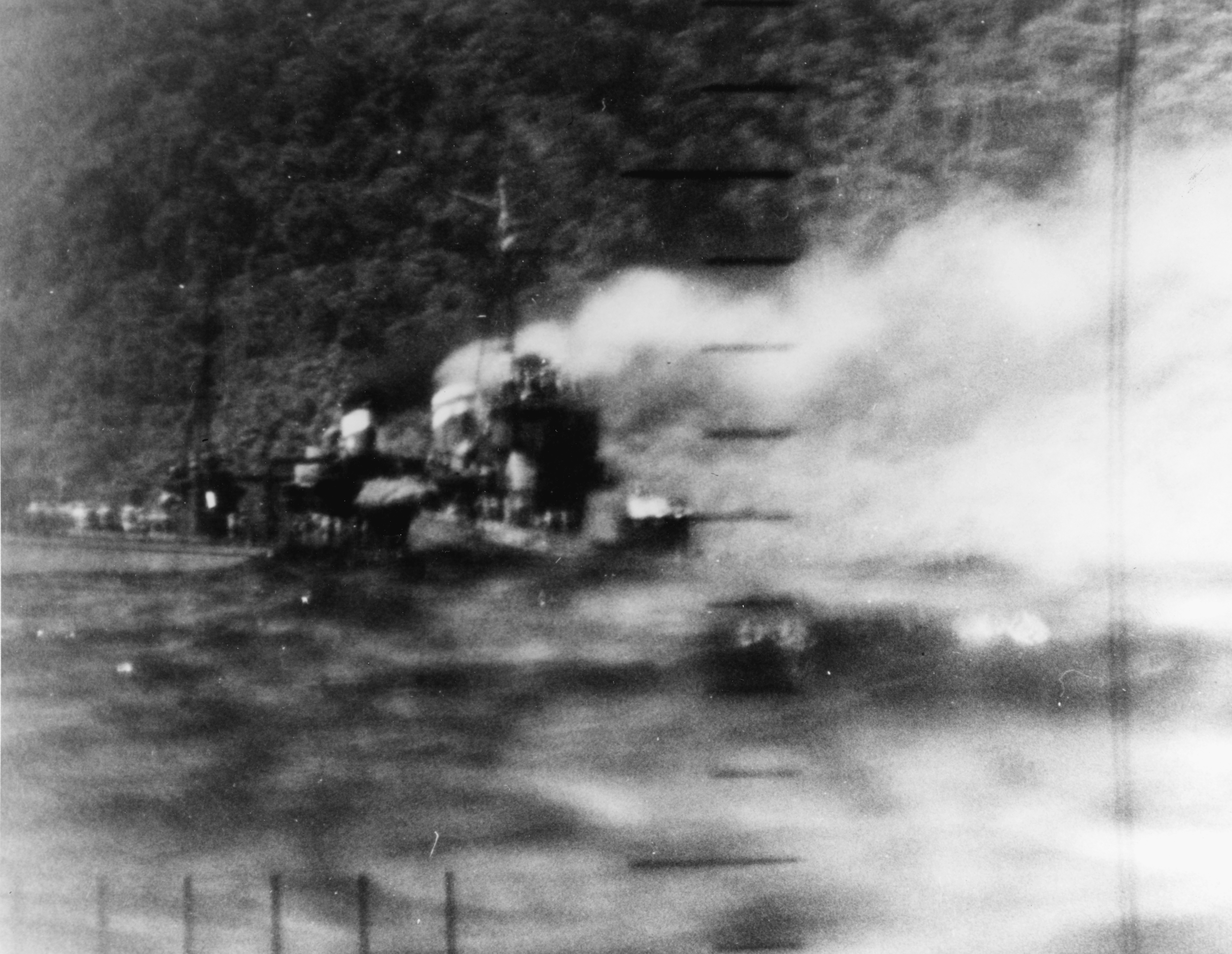
Der brennende japanische Zerstörer Harusame nach der Torpedierung

Unter Mortons Kommando lief die Wahoo am 16. Januar 1943 von Brisbane aus zu ihrer dritten Kriegspatrouille aus. Das U-Boot sollte dabei vor allem das Gebiet um die Palau-Inseln aufklären. Während des Anmarsches sichtete Morton dabei am 24. Januar etwa elf Seemeilen westlich von Wewak (Papua-Neuguinea), nahe der Insel Kairiru, den einzeln fahrenden japanischen Zerstörer Harusame, der sich auf einer Versorgungsfahrt für japanische U-Boote befand, und torpedierte diesen nach einem erbitterten Zweikampf mit seinem letzten Bug-Torpedo. Zuvor hatte die Harusame bereits vier Torpedos von Wahoo ausmanövrieren können und hatte sich dem U-Boot bis auf etwa 700 m genähert. Der Zerstörer wurde schwer beschädigt und musste an der Küste Papua-Neuguineas auf Grund gesetzt werden. Das Schiff konnte allerdings im Februar 1943 von den Japanern abgeborgen, nach Truk eingebracht und bis November 1943 wieder repariert werden. 

### Der FallBuyo Maru
Nur zwei Tage später, am 26. Januar 1943, sichtete die Wahoo in den frühen Mittagsstunden einen aus drei Schiffen bestehenden japanischen Kleinkonvoi etwa 90 Seemeilen nördlich von Wewak. Dabei gelang es Morton, die beiden Transporter Buyo Maru (5447 BRT) und Fukuei Maru No. 2 (1901 BRT) durch insgesamt sechs Torpedoschüsse zu versenken. Nach dem Untergang beider Schiffe tauchte Morton gegen 13:15 Uhr auf und befahl, die rund 20 Rettungsboote, die sich am Untergangsort der Buyo Maru befanden, ebenfalls zu versenken. Über eine Stunde lang fuhr die Wahoo zwischen den Booten umher und beschoss die Schiffbrüchigen mit dem 102-mm-Deckgeschütz und den 20-mm-Kanonen. Es wird geschätzt, dass rund 100 Menschen bei diesem Massaker ums Leben kamen. Von den 1126 Personen an Bord der Buyo Maru, darunter auch indische Kriegsgefangene des 16. Punjab-Regimentes, die im Februar 1942 in Singapur in japanische Gefangenschaft geraten waren, wurden am folgenden Tag etwa 850 von dem japanischen Frachtschiff Choko Maru No. 2 aufgenommen.
Wie später rekonstruiert werden konnte, starben bei der Versenkung der Buyo Maru insgesamt 282 Menschen (195 indische Kriegsgefangene und 87 Japaner). Etwa 180 Menschen waren bereits durch die Torpedotreffer getötet worden, weitere rund 100 Schiffbrüchige starben jedoch durch den Beschuss von der Wahoo aus. Das Kriegsverbrechen, Schiffbrüchige und Rettungsboote beschossen zu haben, wurde nie geahndet. Morton machte aus dieser Tat allerdings auch kein Geheimnis und notierte sein Vorgehen pflichtgemäß im Logbuch der Wahoo, weswegen davon auszugehen ist, dass auch höhere Dienststellen von dem Vorfall erfuhren und davon wussten. Zu einer Anklage gegen Morton kam es jedoch nie. Die genauen Gründe, weswegen Morton den Angriff auf die Rettungsboote anordnete, sind bis heute umstritten, wobei jedoch auch US-Militärhistoriker wie etwa Edwin P. Hoyt darauf hinwiesen, dass Morton – im Falle einer Niederlage der USA im Krieg – wegen dieses Verbrechens vor Gericht gestellt worden wäre und auch offizielle Publikationsorgane der US-Marine von einer „dunklen Seite“ Mortons sprechen.

## Spätere Kriegseinsätze
Da die Wahoo fast alle Torpedos verschossen hatte, kehrte Morton am 7. Februar 1943 nach Pearl Harbor zurück, wo ihm und dem Boot ein feierlicher Empfang bereitet wurde.

### Vierte Feindfahrt
Bereits am 23. Februar lief die Wahoo zu ihrer vierten Feindfahrt aus, die das Boot in das Gelbe Meer führte. Dort gelangen Morton erneut mehrere Versenkungen:
- 19. März 1943: Versenkung des japanischen Frachters Zogen Maru (1428 BRT) östlich von Dairen. 15 Besatzungsangehörige kamen ums Leben.[7]
- 21. März 1943: Versenkung des japanischen Frachters Hozan Maru (2260 BRT) vor der koreanischen Küste auf Position 38° 11′ N, 124° 33′ O. Es gab 37 Todesopfer.[8]
- 21. März 1943: Versenkung des japanischen Frachters Nittsu Maru (2183 BRT) auf Position 38° 5′ N, 124° 33′ O. Beim Untergang kamen 20 Seeleute ums Leben.[9]
- 23. März 1943: Versenkung des japanischen Frachters Katyosan Maru (2427 BRT).
- 24. März 1943: Versenkung des japanischen Passagierfrachtschiffes Teisho Maru (9849 BRT) und des Frachters Takaosan Maru[10] (2076 BRT) nahe Port Arthur, wobei es beim Untergang des letztgenannten Schiffes 36 Todesopfer gab.
- 25. März 1943: Versenkung des kleineren japanischen Küstenfrachters Satsuki Maru (830 BRT) nahe Port Arthur. Das Schiff wurde mit dem Deckgeschütz versenkt, es gab 15 Todesopfer.[11]
- 29. März 1943: Versenkung des japanischen Kabellegers Yamabato Maru (2256 BRT) südlich von Kyūshū auf Position 30° 26′ N, 129° 41′ O. Die gesamte Besatzung von 49 Mann kam ums Leben.[12]

Danach lief die Wahoo zurück nach Midway, wo das U-Boot am 6. April 1943 eintraf. Insgesamt hatte Morton auf dieser vierten Feindfahrt acht japanische Handelsschiffe mit über 23.000 BRT versenken können.

### Fünfte Feindfahrt
Nach kleineren Ausbesserungsarbeiten und nachdem Munition sowie Vorräte ergänzt worden waren, lief die Wahoo von Midway am 23. April 1943 zu ihrer fünften Feindfahrt aus. Das U-Boot sollte hierbei vor allem im Seegebiet um die Kurilen operieren. Während dieser Fahrt gelangen Morton vier Erfolge:
- 4. Mai 1943: Torpedierung des japanischen Seeflugzeugtenders Kamikawa Maru (6863 ts) nahe Etorofu. Das Schiff konnte beschädigt entkommen, wurde aber am 29. Mai 1943 von dem amerikanischen U-Boot USS Scamp endgültig versenkt.
- 7. Mai 1943: Versenkung des japanischen Passagier- und Frachtschiffes Tamon Maru No. 5 (5260 BRT) vor Benten Zaki (Honshū).
- 9. Mai 1943: Versenkung der japanischen Frachter Takao Maru (3204 BRT) und Jimmu Maru (1912 BRT) vor Kone Zaki (Honshū).

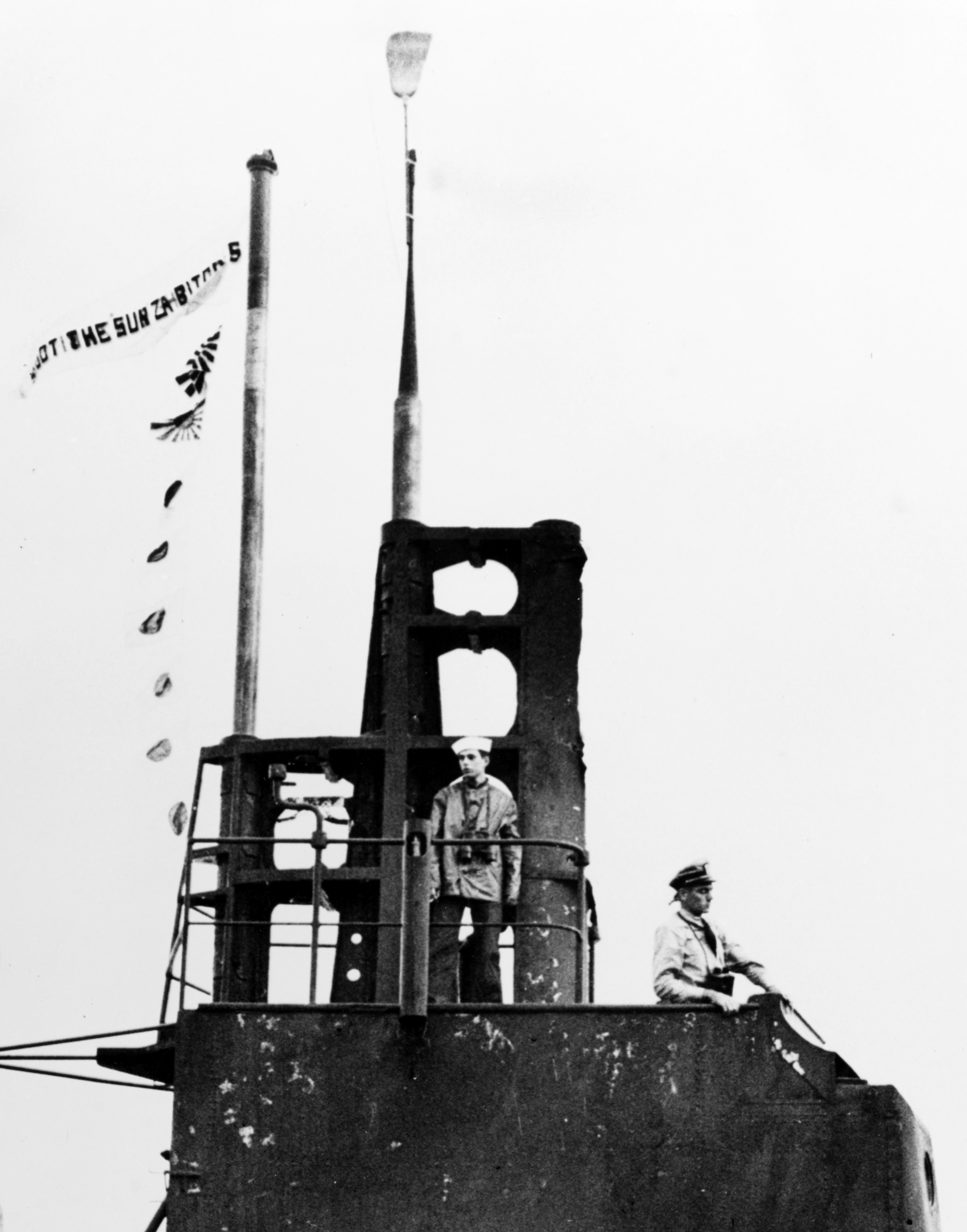
Versenkungswimpel am Turm von Wahoo

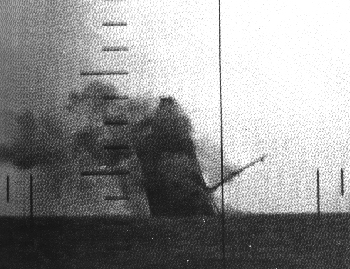
Periskopaufnahme des Unterganges des Frachters Nittsu Maru (21. März 1943)

Da keine weiteren lohnenden Ziele gefunden wurden und weil die Wahoo mittlerweile einer Überholung bedurfte, kehrte Morton am 21. Mai 1943 nach Pearl Harbor zurück. Dort kam der Oberbefehlshaber der US-Pazifikflotte (CINCPAC), Fleet Admiral Chester W. Nimitz, an Bord und zeichnete Morton mit dem Navy Cross aus. Im Anschluss verlegte das U-Boot nach Kalifornien und wurde dort auf der Mare Island Naval Shipyard einer umfangreichen, acht Wochen dauernden Grundüberholung unterzogen. Ende Juli 1943 war das Boot wieder einsatzbereit und verlegte zurück nach Pearl Harbor.

### Sechste Feindfahrt
Die sechste Feindfahrt, die Operationen von der Wahoo im japanischen Meer vorgesehen hatte, musste Ende August ohne Erfolge abgebrochen werden, da es an Bord des U-Bootes zu zahlreichen Defekten an den neuen Magnetzündern der Torpedos kam. So erwiesen sich zehn nacheinander abgefeuerte Torpedos als Blindgänger, Kreisläufer oder Tiefenläufer. Gleichwohl gelang es Morton, vier japanische Sampans durch Artilleriefeuer zu beschädigen und insgesamt sechs japanische Fischer gefangen zu nehmen, die er an Bord der Wahoo von der Feindfahrt mit zurückbrachte.
Das U-Boot kehrte nach Pearl Harbor zurück und wurde dort neu mit Torpedos ausgerüstet, die mit herkömmlichen Aufschlagzündern ausgestattet waren. Die Vorgänge waren für Morton derart frustrierend, dass er wütend im Logbuch notierte: „Damn the torpedoes!“ Gegenüber seinen Vorgesetzten, darunter der Befehlshaber der amerikanischen U-Boot-Streitkräfte im Pazifik (COMSUBPAC), Rear Admiral Charles A. Lockwood, brachte er diesen Unmut ebenfalls zum Ausdruck. Die Vorgänge um die fehlerhaften Torpedozünder gingen in die Geschichte der amerikanischen Marine auch als sogenannter Torpedoskandal ein.

### Siebte Feindfahrt
Am 9. September 1943 lief die Wahoo von Pearl Harbor zu ihrer siebten Feindfahrt aus. Ziel des Unternehmens war erneut das Japanische Meer. Das U-Boot wählte beim Anmarsch die Route über die Kurilen und das Ochotskische Meer. Wieder gelangen Morton dabei mehrere Versenkungen:
- 21. September 1943: Versenkung des japanischen Fischereischiffes Hokusei Maru (1394 BRT) westlich der Kurilen.
- 25. September 1943: Versenkung des japanischen Hilfskanonenbootes Taiko Maru (2958 BRT) nahe der Tsugaru-Straße.
- 29. September 1943: Versenkung des japanischen Frachters Masaki Maru No. 2 (1238 BRT) etwa 125 Seemeilen östlich von Hŭngnam.
- 5. Oktober 1943: Versenkung des japanischen Truppentransporters Konron Maru (7908 BRT) in der Koreastraße.
- 6. Oktober 1943: Versenkung des japanischen Heeres-Transporters Kanko Maru (1283 BRT) nordöstlich der Koreastraße.
- 9. Oktober 1943: Versenkung des japanischen Heeres-Transporters Hankow Maru (2995 BRT) vor der Oga-Halbinsel.

Dies waren zugleich die letzten Erfolge von der Wahoo. Insgesamt fielen dem U-Boot auf sieben Feindfahrten 20 japanische Handels- und Hilfsschiffe mit über 60.000 BRT zum Opfer.

## Untergang derWahoo
Bei dem Versuch, die La-Pérouse-Straße aufgetaucht in östlicher Richtung zu durchfahren, wurde die Wahoo am Morgen des 11. Oktober 1943, etwa gegen 8:30 Uhr, von einem japanischen Artilleriebeobachter an Land bemerkt, woraufhin der Kommandant einer nahen Küstenbatterie ein Aichi-E13A-U-Jagd-Flugzeug heranrief. Währenddessen hatten Küstengeschütze das Feuer auf die Wahoo eröffnet. Wegen des Beschusses musste das U-Boot schließlich abtauchen. Die japanischen U-Boot-Abwehrkräfte in der Straße waren in erhöhter Alarmbereitschaft, da erst zwei Tage zuvor das amerikanische U-Boot Sawfish durch die Enge gelaufen war und die Suchkräfte alarmiert hatte. Die Sawfish hatte erheblich beschädigt entkommen können.

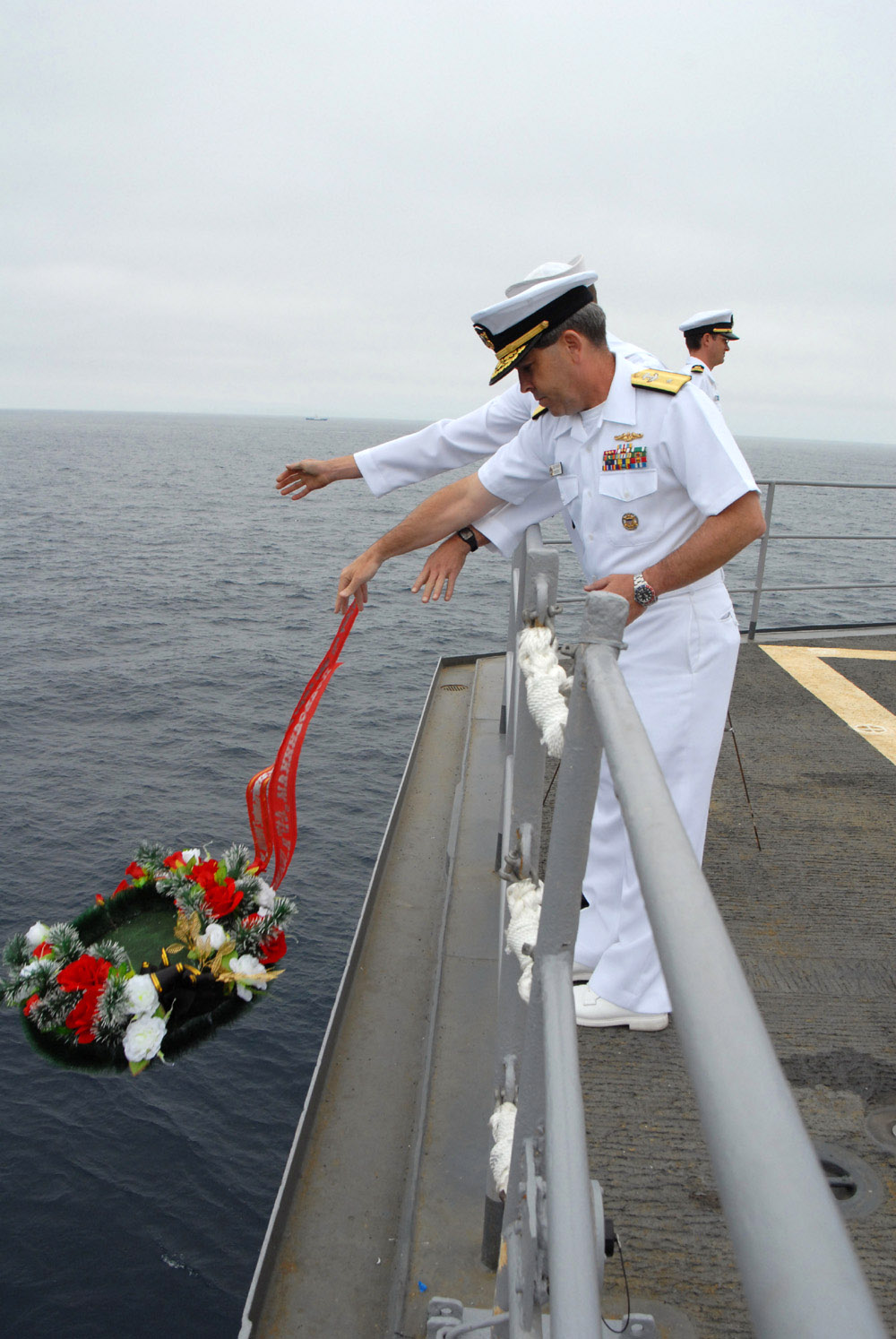
Zum Gedenken an die Gefallenen an Bord der Wahoo übergeben Offiziere der US-Marine in der La-Pérouse-Straße einen Kranz dem Meer (Aufnahme von Juli 2007)

In den nächsten Stunden nach dem Abtauchen der Wahoo, etwa zwischen 9:20 Uhr und 16:30 Uhr, belegten die herangeeilten japanischen U-Boot-Jäger Ch-15 und Ch-43, das Hilfsminensuchboot Wa-18 sowie insgesamt drei Aichi-E13A-Wasserflugzeuge die vermutete Position des U-Bootes mit zahlreichen Wasserbomben. Ein aufschwimmender Ölfilm und aufsteigende Luftblasen konnte dabei beobachtet werden. Es gilt heute als gesichert, dass die Wahoo durch diese Angriffe versenkt wurde. Mit dem U-Boot gingen Morton und alle 79 Besatzungsmitglieder unter.

## Verbleib
Nachdem das U-Boot nicht von seinem Einsatz zurückgekehrt war, wurde es am 6. Dezember 1943 aus dem Marineregister gestrichen und galt als vermisst. Über 60 Jahre lang gab es keine Gewissheit hinsichtlich des Schicksals der Wahoo und ihrer Besatzung. Erst im Juli 2006 fand ein russisches Taucherteam das Wrack des U-Bootes in der La-Pérouse-Straße, nahe jener Position, die von den Japanern als vermuteter Versenkungsort angegeben worden war. Im Oktober 2006 bestätigte die United States Navy, dass es sich um die Überreste der Wahoo handelt. Das U-Boot liegt auf ebenem Kiel in etwa 65 m Wassertiefe und ist heute als Seekriegsgrab deklariert. Die Untergangsposition liegt etwa bei 45° 13′ N, 141° 56′ O.

## Auszeichnungen
Für Einsätze im Zweiten Weltkrieg wurde die Wahoo mit sechs Battle Stars ausgezeichnet. Zudem wurde dem U-Boot eine Presidential Unit Citation anlässlich der dritten Feindfahrt zuteil.